# Rumat Heib
Rumat Heib (hebreiska: רומת היב) är en ort i Israel.   Den ligger i distriktet Norra distriktet, i den norra delen av landet. Rumat Heib ligger 221 meter över havet och antalet invånare är 1 588.
Terrängen runt Rumat Heib är huvudsakligen kuperad, men västerut är den platt. Runt Rumat Heib är det ganska tätbefolkat, med 80 invånare per kvadratkilometer. Närmaste större samhälle är Nasaret, 8,7 km söder om Rumat Heib. Trakten runt Rumat Heib består till största delen av jordbruksmark.